# Pac 'n Roll
 (novembre 2014).
Si vous disposez d'ouvrages ou d'articles de référence ou si vous connaissez des sites web de qualité traitant du thème abordé ici, merci de compléter l'article en donnant les références utiles à sa vérifiabilité et en les liant à la section « Notes et références ».
Pac 'n Roll est un jeu vidéo développé et édité par Namco, sorti en 2005 sur Nintendo DS. Il reprend les personnages du jeu Pac-Man.

## Système de jeu
Le joueur dirige Pac-Man dans des labyrinthes vus en 3D, en déplaçant le personnage montré dans l'écran inférieur (par exemple un trait de bas en haut fait avancer tout droit le personnage). Le joueur mange des Pac-gommes pour débloquer des portails et progresser dans les niveaux.